# علي كاشف الغطاء
علي بن جعفر كاشف الغطاء (1783 - أكتوبر 1837) (1197 - رجب 1253 هـ) عالم مسلم وفقيه شيعي وشاعر عراقي. ولد في النجف. درس العلوم الدينية في مسقط رأسه حتّى نال درجة الاجتهاد. تصدى للمرجعية بعد وفاة أخيه موسى. له ديوان شعر وشرح خيارات اللمعة ورسالة في حجّية الظن و تعليقة على رسالة بُغية الطالب لوالده جعفر كاشف الغطاء. توفي في كربلاء ودفن في النجف. 

## سيرته
ولد علي بن جعفر بن خضر كاشف الغطاء في النجف عام عام 1197 هـ / 1783 م. درس العلوم الدينية في مسقط رأسه حتّى نال درجة الاجتهاد، وصار من العلماء الأعلام في النجف، وكان أحد أساتذتها المشهورين.

من الذين درسوا عنده إبراهيم الموسوي القزويني ومرتضى الأنصاري وزين العابدين الكلبايكاني وجعفر التستري وصهره مهدي القزويني وإبراهيم قفطان.

من نشاطاته تكملة بناء مسجد كاشف الغطاء بمدينة النجف بعدما أسّسه أخوه الشيخ موسى وتُوفّي قبل إتمامه، وإقامته صلاة الجماعة في المسجد المذكور.

كان شاعراً أديباً، وله أشعار في مدح ورثاء أهل البيت وله ديوان. 

توفّي في رجب 1253 هـ/ أكتوبر 1837 بمدينة كربلاء، ودُفن بجوار مرقد أبيه في مقبرة الأُسرة بالنجف الواقعة في محلة العمارة.
له خمسة أولاد هم: محمد، وحبيب، وعباس، ومهدي، وجعفر.

## مؤلفاته
- شرح خيارات اللمعة
- رسالة في حجّية الظن
- تعليقة على رسالة بُغية الطالب لوالده.
- كتاب في المسائل الأصولة: في حجية الظن والقطع والبراءة والاحتياط
- ديوان شعر